# كين بينيت
كين بينيت (بالإنجليزية: Ken Bennett)‏ (و. 1959 – م) هو سياسي، من الولايات المتحدة الأمريكية، ولد في توسان، أريزونا، هو عضوٌ في الحزب الجمهوري.

## مناصب
تولى منصب عضو مجلس ولاية أريزونا، وSecretary of State of Arizona.

## التعليم
تعلم في Yavapai College ‏، وجامعة ولاية أريزونا.